# Тотьо Колев – Колимечката
Тотьо Колев, наричан Колимечката, е български революционер в Четата на Таньо войвода през 1876 година.

## Биография
Известно е, че Тотьо Колев е сред Таньовите четници, включени в отряда още в Турну Мъгуреле. В Олтеница той пристига заедно с Вельо Василев, вероятно преди другите четници. След разбиването на четата Тотьо е заловен и у него е намерена кесия с жълтици. Това навежда пленилите го на заключението, че той е касиерът на четата, поради което го бият жестоко, ослепявайки едното му око, за да предаде останалите комитетски пари.
Тотьо Колев оцелява и дочаква Освобождението, но не се знае къде живее и работи след това..